# Hanna Chrzanowska
Blahoslavená Hanna Helena Chrzanowska (7. října 1902 Varšava – 29. dubna 1973 Krakov) byla polská římskokatolická laička, zdravotní sestra a členka Oblátů svatého Benedikta. Katolická církev ji uctívá jako blahoslavenou.

## Život
Narodila se 7. října 1902 ve Varšavě v rodině univerzitního profesora Ignacy Chrzanowského a jeho manželky Wandy, rozené Szlenkierové.
Navštěvovala uršulinskou střední školu a během studia pomáhala zraněným vojákům Říjnové revoluce. Roku 1920 začala ve Varšavě studovat zdravotnickou školu a díky stipendiu mohla ve vzdělávání pokračovat ve Francii, kde též pracovala s členy Amerického Červeného kříže. Po ukončení studia se stala zdravotní sestrou a vrátila se do své země.
V letech 1926–1929 byla instruktorkou univerzitní školy pro zdravotní sestry a hygieniky v Krakově. Poté deset let v řadě pracovala jako editorka měsíčníku Sestry Polska. Roku 1937 začala pracovat v Asociaci polských sester a později se stala Oblátkou svatého Benedikta (třetí řád).
Během druhé světové války ztratila otce v koncentračním táboře. V tomto období zorganizovala skupinu sester pro domácí péči ve Varšavě, které se staraly o válečné uprchlíky. Po válce se stala nadřízenou tohoto společenství. Působila také jako ředitelka školy pro psychiatrické sestry v Kobierzyně. Po jejím uzavření komunisty se starala o chudé ve své farnosti.
Zemřela na rakovinu 29. dubna 1973 v Krakově.

## Proces blahořečení
Proces blahořečení byl zahájen 28. dubna 1997 v arcidiecézi Krakov. Dne 30. září 2015 uznal papež František její hrdinské ctnosti.
Dne 7. července 2017 uznal papež zázrak na její přímluvu. Blahořečena byla 28. dubna 2018.